# 是夏天
《是夏天》是1992年5月2日推出的夏之管(TUBE)的14張單曲。

## 收錄曲目
1. 是夏天(夏だね)

作詞  前田亘輝  : 作曲  春畑道哉
1. 夏に首ったけ
2. 是夏天(Original Karaoke)